# Actinomyces bovis
Espèce
Actinomyces bovis est une espèce de bactéries gram positives de la famille des Actinomycetaceae.

## Taxonomie
Le nom correct complet (avec auteur) de ce taxon est Actinomyces bovis Harz, 1877.

### Souche type
La souche type de cette espèce est la souche ATCC 13683 depuis 1976 lorsqu'elle a été proposée comme néotype,. Cette souche ATCC 13683 a été isolée d'une mâchoire grumeleuse bovine par Leo Pine (d) (1922-1994) qui l'a nommée Pine-1 et qui a été déposée à l'American Type Culture Collection sous le numéro ATCC 13683. Cette souche type, déposée dans d'autres banques de cultures bactériennes, porte également les numéros d'identification de CDC X521, WVU 116, CCUG 31996, CIP 103258, DSM 43014 et NCTC 11535,.

### Étymologie
L'étymologie de l'épithète spécifique est la suivante : bo’vis. L. masc./fem. n. bos (gen. bovis), un bœuf, une vache ; L. gen. masc./fem. n. bovis, d'un bœuf ou d'une vache.